# Rudka (przystanek kolejowy)
Rudka (ukr. Рудка, ros. Рудка, rum. Rudca) – przystanek kolejowy w miejscowości Rudka, w rejonie czerniowieckim, w obwodzie czerniowieckim, na Ukrainie. Leży na linii Kołomyja – Stefaneszty.
W okresie międzywojennym istniała w tym miejscu stacja kolejowa. Położona była wówczas w Rumunii w pobliżu granicy z Polską. Nosiła ówcześnie nazwę Babin (pol. Babin).